# Водени вечерњак
Водени вечерњак (лат. Myotis daubentonii) је врста слепог миша из породице вечерњака (лат. Vespertilionidae).

## Распрострањење
Врста има станиште у Албанији, Андори, Аустрији, Белгији, Белорусији, Бугарској, Гибралтару, Грчкој, Данској, Естонији, Индији, Ирској, Италији, Јапану, Јужној Кореји, Казахстану, Кини, Летонији, Литванији, Лихтенштајну, Луксембургу, Мађарској, Македонији, Молдавији, Монаку, Монголији, Немачкој, Норвешкој, Пољској, Португалу, Румунији, Русији, Сан Марину, Северној Кореји, Словачкој, Словенији, Србији, Турској, Уједињеном Краљевству, Украјини, Финској, Француској, Холандији, Хрватској, Црној Гори, Чешкој, Швајцарској, Шведској и Шпанији.

## Станиште
Водени вечерњак има станиште на копну.
Врста је по висини распрострањена од нивоа мора до 1.400 метара надморске висине.

## Угроженост
Ова врста није угрожена, и наведена је као последња брига јер има широко распрострањење.

### Популациони тренд
По доступним подацима, популација ове врсте се повећава.